# Pål Hanssen
Pål Hanssen, född 1972, är en norsk bandyspelare från Bærum som spelade många år i Stabæk och satte norsk poängrekord 2001 med 84 mål på 18 matcher. Han började sin karriär i Frem-31 i Stabekk. Han är en av de största talangerna som Frem-31 har fostrat.
Som spelare har han spelat i Stabæk, Vänersborg, Västerås SK, IF Boltic, Kazan och BS BolticGöta. Han spelade också 87 matcher för det norska herrlandslaget. För säsongen 2006/2007 är han tillbaka i Stabæk.